# Heinrich Rantzau
Heinrich Rantzau o Ranzow (Ranzovius) (Steinburg, 11 marzo 1526 – Breitenburg, 31 dicembre 1598) è stato un astrologo, umanista e generale tedesco.

## Biografia
Figlio di Johann Rantzau, ereditò la posizione paterna e fu governatore della parte reale danese del ducato di Holstein dal 1556 al 1598; nel 1552 fu con l'imperatore Carlo V d'Asburgo all'Assedio di Metz. Fu un uomo ricco e un celebre collezionista di libri. Astrologo, il suo Tractatus astrologicus de genethliacorum thematum apparve nel 1597 e fu pubblicato in cinque edizioni nel 1615. A suo tempo, Rantzau fu considerato un sostenitore generoso di artisti e scrittori a Lubecca, molti dei quali scrissero dei memoriali su suo padre. Rantzau era anche un commerciante di successo con interessi commerciali a Husum e Lubecca.
Fu il prozio di Josias von Rantzau, maresciallo di Francia.